# علي بن خلف الأندلسي
علي بن خلف هو عالم فلك أندلسي، ينتمي إلى الدائرة العلمية لصاعد الأندلسي. ابتكر ، بمساعدة من إبراهيم بن يحيى الزرقالي، الأسطرلاب الكوني. حُفِظ تصميمهما لليوم في كتاب لملك قشتالة ألفونسو العاشر ملك قشتالية، اسمه كتب المعرفة ضمن كتب الفلك ألفونسو العاشر (1227).